# Viriaaltheorema
Een viriaaltheorema is een fysische betrekking die potentiële energie met kinetische energie in verband brengt. Afhankelijk van het deelgebied (klassieke mechanica, kwantummechanica, astrofysica) wordt een ander viriaaltheorema gehanteerd dat direct af te leiden is uit de fundamentele theorie.
In wiskundige vorm stelt het viriaaltheorema dat:
{\displaystyle 2\left\langle T\right\rangle =-\sum _{k=1}^{N}\left\langle \mathbf {F} _{k}\cdot \mathbf {r} _{k}\right\rangle }
waarbij T de totale kinetische energie is, N het aantal deeltjes, en Fk de kracht is op een deeltje k dat zich bevindt op de positie rk. De punthaakjes staan voor het gemiddelde over de tijd. De betekenis van het theorema is dat het ons in staat stelt om een gemiddelde kinetische energie te berekenen zelfs voor zeer gecompliceerde systemen waar een exacte numerieke oplossing niet mogelijk is. Dit komen we vooral tegen in de statistische thermodynamica. De gemiddelde totale kinetische energie is gerelateerd aan de temperatuur van het systeem door middel van het equipartitiebeginsel.
Om een voorbeeld te noemen: het viriaaltheorema is gebruikt om de Chandrasekhar-limiet af te leiden die van belang is bij berekeningen aan de stabiliteit van witte dwergen. Het woord "viriaal" komt van vis, het Latijnse woord voor "kracht" of "energie", en werd in 1870 voor het eerst in dit verband gebruikt door Rudolf Clausius.
In het geval dat een kracht tussen twee willekeurige deeltjes van een systeem berekend kan worden als een potentiële energie V(r)=r n die zelf een bepaalde macht n van de afstand tussen de deeltjes r is, dan krijgt het Viriaaltheorema de eenvoudige vorm
{\displaystyle 2\langle T\rangle =n\langle V_{TOT}\rangle }
We zien hier dat tweemaal de gemiddelde totale kinetische energie {\displaystyle \left\langle T\right\rangle } gelijk is aan n maal de gemiddelde totale potentiële energie {\displaystyle \left\langle V_{TOT}\right\rangle }. Hierin is V(r) de potentiële energie tussen twee deeltjes, en VTOT de totale potentiële energie van het systeem, ofwel de som van alle potentiële energieën V(r) voor alle deeltjesparen in het systeem.
Een veel voorkomende vorm hiervan wordt gebruikt voor een ster die wordt bijeen gehouden door zijn eigen gravitatie, waarin n gelijk is aan -1.
In de berekening van het harde-bollenmodel worden ook viriaalcoëfficiënten toegepast.